# Winward Racing
Le Winward Racing est une écurie américano-allemande de sport automobile. Elle est née en sous le nom d’Heico Motorsport, avait été renommée HTP Motorsport GmbH, HTP Winward Motorsport et court actuellement en WeatherTech SportsCar Championship, en GT World Challenge Europe Endurance Cup, Deutsche Tourenwagen Masters.

## Histoire

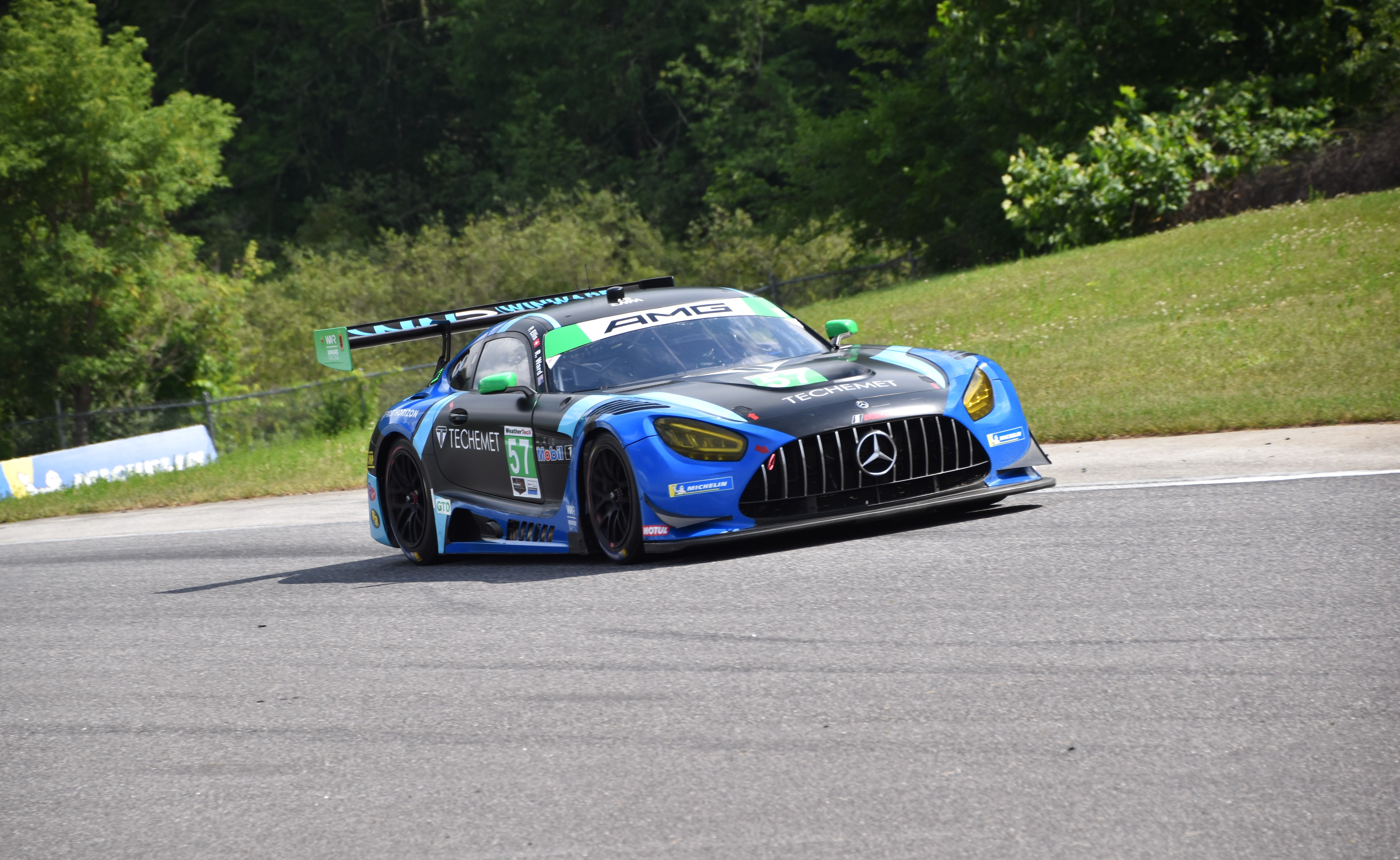
La Mercedes-AMG GT3 de l'écurie Winward Racing lors du Northeast Grand Prix 2022

HTP Motorsport a vu le jour début 2013 par le rachat des activités de sport automobile du groupe Heico par un de ses anciens sponsors néerlandais : HTP Investments. L'écurie s'est installée dans les anciens locaux de Persson Motorsport, une autre ancienne structure du groupe Heico dont les activités en DTM ont cessé fin 2012.
Le partenariat initié en 2011 avec Gravity Charouz est conservé avec le rachat de l'écurie.

## Palmarès
- Championnat d'Europe FIA GT3
  - Champion par équipe en 2011
  - Champion par équipe en 2012 et au classement pilotes avec Dominik Baumann et Maximilian Buhk

- Blancpain Endurance Series
  - Victoire aux 24 Heures de Spa en 2013 avec Maximilian Buhk, Maximilian Götz et Bernd Schneider
  - Titre pilote pour Maximilian Buhk en 2013

- FIA GT Series
  - Victoires en 2013 avec le HTP Gravity Charouz à Zandvoort avec les pilotes Maximilian Buhk et Alon Day et au Slovakiaring avec les pilotes Sergueï Afanassiev et Andreas Simonsen

- ADAC GT Masters
  - Une victoire au Nürburgring en 2013 avec Maximilian Buhk et Maximilian Götz[3]